# Tilques
Tilques est une commune française située dans le département du Pas-de-Calais en région Hauts-de-France.
La commune fait partie de la communauté d'agglomération du Pays de Saint-Omer qui regroupe 53 communes et compte 104 937 habitants en 2021.
Le territoire de la commune est situé dans le parc naturel régional des Caps et Marais d'Opale.

## Géographie

### Localisation
Localisée dans le nord-est du département du Pas-de-Calais, Tilques est une commune située, à vol d'oiseau, à 5 km au nord-ouest de la commune de Saint-Omer (aire d'attraction et chef-lieu d'arrondissement) dont elle est limitrophe.
Le territoire de la commune est limitrophe de ceux de quatre communes.
Les communes limitrophes sont Saint-Omer, Salperwick, Serques et Zudausques.

### Géologie et relief
La superficie de la commune est de 7,29 km2 ; son altitude varie de 1  à   72 mètres.

### Hydrographie

#### Réseau hydrographique
La commune est située dans le bassin Artois-Picardie. Elle est drainée par le Grand Large, le Grand Large divers bras Gauche, la Lansberghe et la rivière d'écou,,.

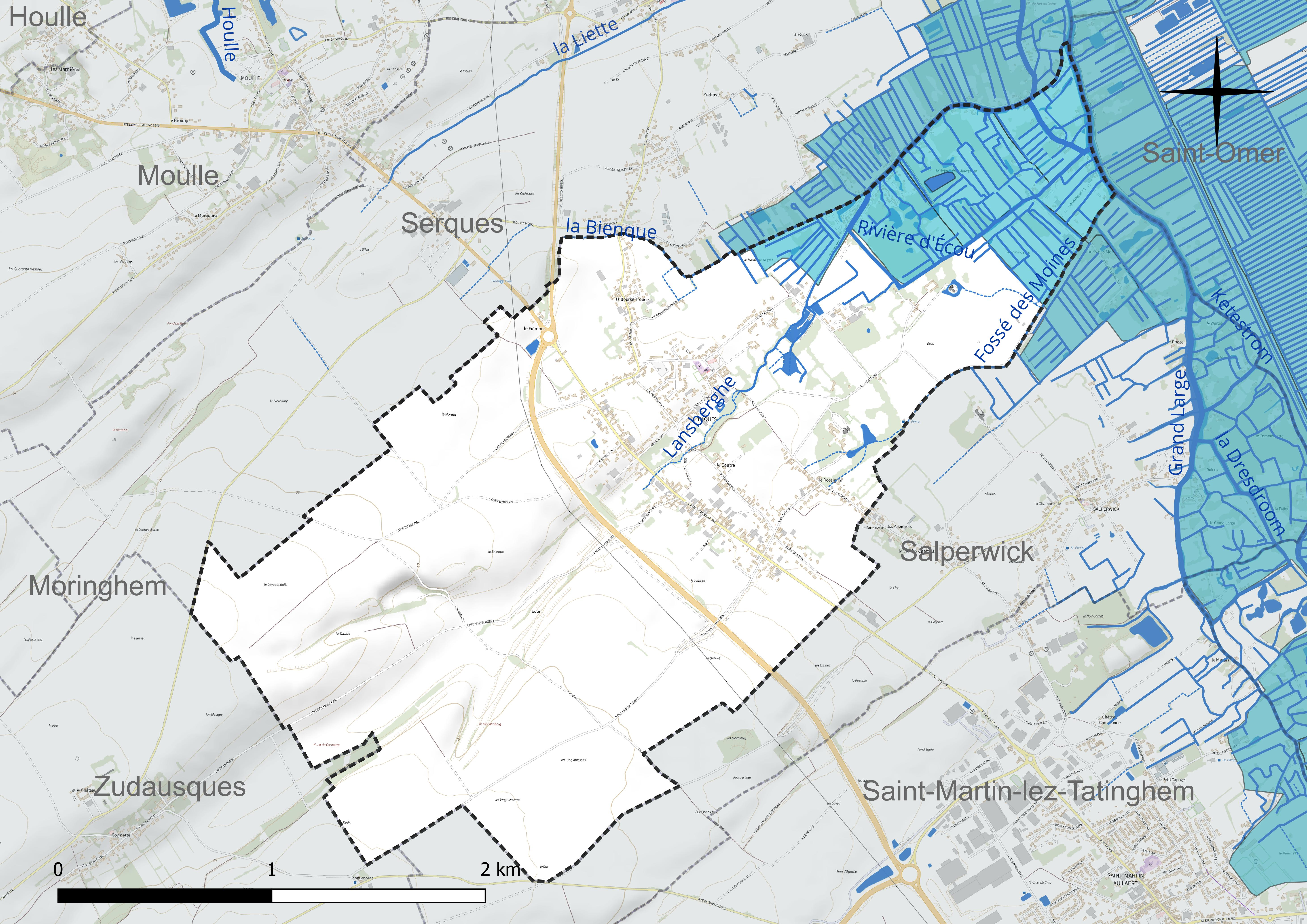
Réseau hydrographique de Tilques.

#### Gestion et qualité des eaux
Le territoire communal est couvert par le schéma d'aménagement et de gestion des eaux (SAGE) « Audomarois ». Ce document de planification concerne un territoire de 662 km2 de superficie, délimité par le bassin versant de l'Aa et sa zone d'étalement : le marais audomarois. Le périmètre a été arrêté le 4 février 1994 et le SAGE proprement dit a été approuvé le 31 mars 2005, puis révisé le 15 janvier 2013, puis le 21 novembre 2021. La structure porteuse de l'élaboration et de la mise en œuvre est le syndicat mixte pour l'aménagement et la gestion des eaux de l'Aa (SmageAa).
La qualité des cours d'eau peut être consultée sur un site dédié géré par les agences de l'eau et l'Agence française pour la biodiversité.

### Climat
Pour des articles plus généraux, voir Climat des Hauts-de-France et Climat du Pas-de-Calais.
En 2010, le climat de la commune est de type climat océanique franc, selon une étude du CNRS s'appuyant sur une série de données couvrant la période 1971-2000. En 2020, Météo-France publie une typologie des climats de la France métropolitaine dans laquelle la commune est exposée à un climat océanique et est dans la région climatique Côtes de la Manche orientale, caractérisée par un faible ensoleillement (1 550 h/an) ; forte humidité de l'air (plus de 20 h/jour avec humidité relative > 80 % en hiver), vents forts fréquents.
Pour la période 1971-2000, la température annuelle moyenne est de 10,6 °C, avec une amplitude thermique annuelle de 13 °C. Le cumul annuel moyen de précipitations est de 848 mm, avec 12,5 jours de précipitations en janvier et 8,1 jours en juillet. Pour la période 1991-2020, la température moyenne annuelle observée sur la station météorologique la plus proche, située sur la commune de Watten à 6 km à vol d'oiseau, est de 11,3 °C et le cumul annuel moyen de précipitations est de 822,8 mm,. Pour l'avenir, les paramètres climatiques de la commune estimés pour 2050 selon différents scénarios d'émission de gaz à effet de serre sont consultables sur un site dédié publié par Météo-France en novembre 2022.

### Milieux naturels et biodiversité

#### Espaces protégés et gérés
La protection réglementaire est le mode d'intervention le plus fort pour préserver des espaces naturels remarquables et leur biodiversité associée.
Dans ce cadre, la commune fait partie de plusieurs espaces protégés : 
- le parc naturel régional des Caps et Marais d'Opale, d'une superficie de 132 499 hectares réparties sur 154 communes, géré par le syndicat mixte d'aménagement et de gestion du parc naturel régional des caps et marais d'Opale[15].
- le marais audomarois avec :
  - le marais audomarois, d'une superficie de 227,069 hectares, un terrain acquis et géré par le Conservatoire du littoral[16],
  - la réserve de biosphère, zone centrale, d'une superficie de 1 154 hectares[17],
  - la réserve de biosphère, zone tampon, d'une superficie de 3 082 hectares[18],
  - la réserve de biosphère, zone de transition, d'une superficie de 18 303 hectares[19],
  - la zone humide protégée par la convention de Ramsar, d'une superficie de 3 737 hectares[20].

#### Zones naturelles d'intérêt écologique, faunistique et floristique
L'inventaire des zones naturelles d'intérêt écologique, faunistique et floristique (ZNIEFF) a pour objectif de réaliser une couverture des zones les plus intéressantes sur le plan écologique, essentiellement dans la perspective d'améliorer la connaissance du patrimoine naturel national et de fournir aux différents décideurs un outil d'aide à la prise en compte de l'environnement dans l'aménagement du territoire.
Le territoire communal comprend une ZNIEFF de type 1 : le marais de Serques à Saint-Martin-au-Laërt, d'une superficie de 555 hectares et d'une altitude variant de 2  à   6 mètres. Cette ZNIEFF, site touristique, située à l'ouest du marais audomarois, présente des terres entourées d'un important réseau de watergangs.
Et une ZNIEFF de type 2 : le complexe écologique du marais Audomarois et de ses versants, d'une superficie de 12 177 hectares. Cette ZNIEFF est un élément de la dépression préartésienne, drainé par l'Aa, le marais Audomarois est un golfe de basses terres bordé à l'Ouest par la retombée crayeuse de l'Artois et à l'Est par les collines argileuses de la Flandre intérieure.

Carte des ZNIEFF de type 1 et 2 sur la commune
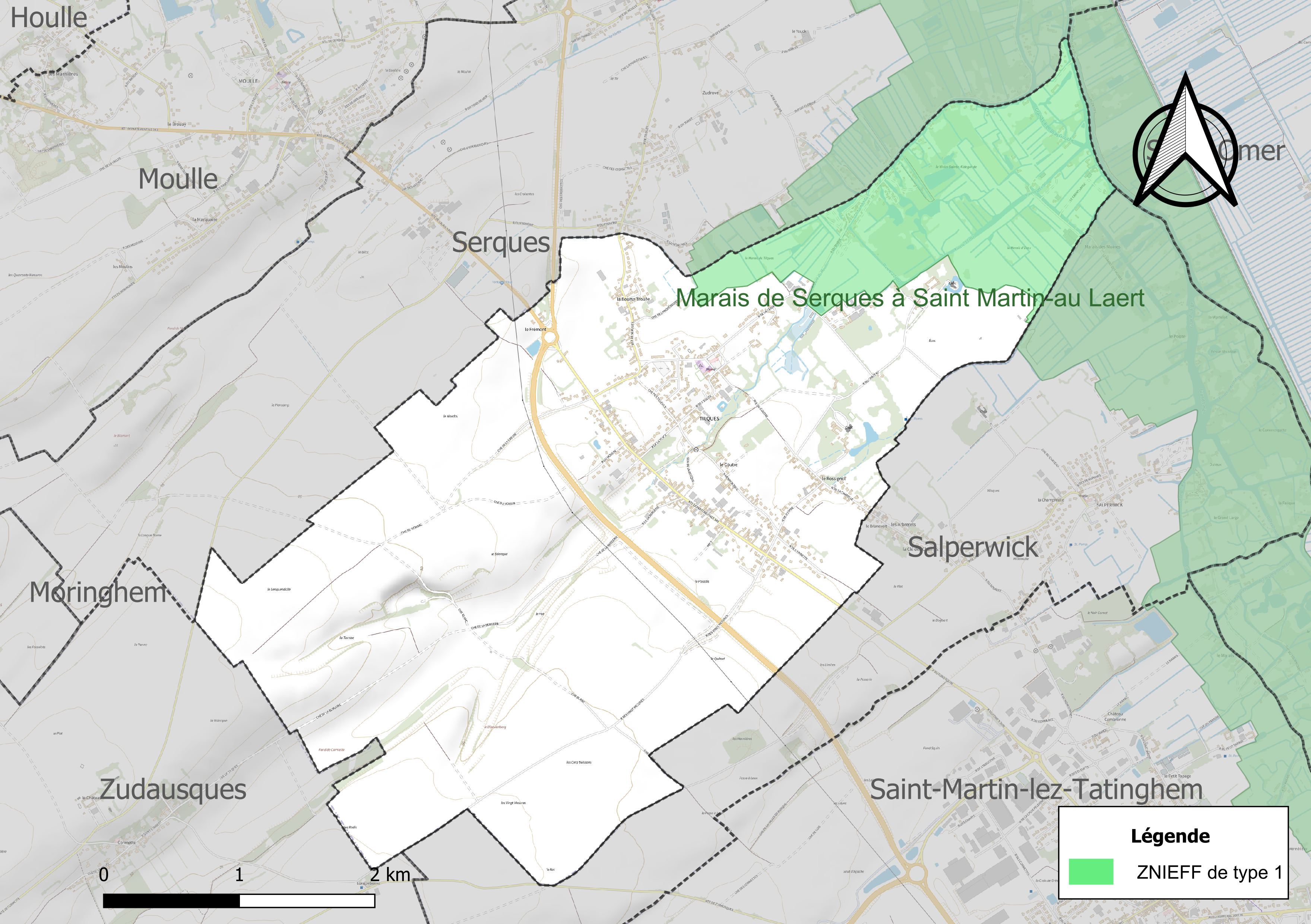
Carte de la ZNIEFF de type 1 sur la commune.
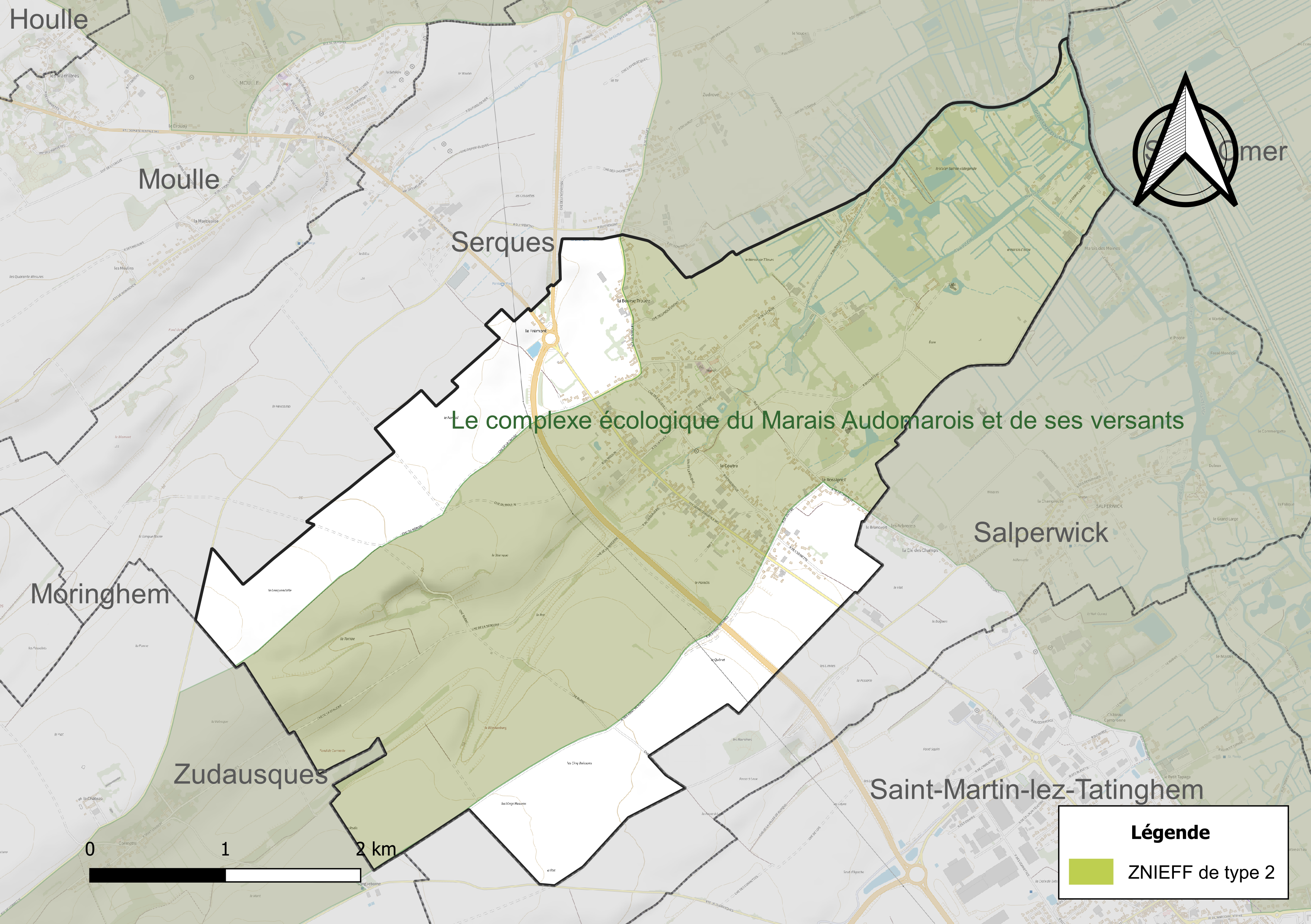
Carte de la ZNIEFF de type 2 sur la commune.

#### Site Natura 2000
Le réseau Natura 2000 est un réseau écologique européen de sites naturels d'intérêt écologique élaboré à partir des directives « habitats » et « oiseaux ». Ce réseau est constitué de zones spéciales de conservation (ZSC) et de zones de protection spéciale (ZPS). Dans les zones de ce réseau, les États Membres s'engagent à maintenir dans un état de conservation favorable les types d'habitats et d'espèces concernés, par le biais de mesures réglementaires, administratives ou contractuelles.
Sur la commune, un site Natura 2000 de type B est défini en zone spéciale de conservation : les prairies, marais tourbeux, forêts et bois de la cuvette audomaroise et de ses versants, d'une superficie de 563 ha.

## Urbanisme

### Typologie
Au 1er janvier 2024, Tilques est catégorisée bourg rural, selon la nouvelle grille communale de densité à sept niveaux définie par l'Insee en 2022.
Elle appartient à l'unité urbaine de Saint-Omer, une agglomération inter-départementale regroupant 23  communes, dont elle est une commune de la banlieue,,. Par ailleurs la commune fait partie de l'aire d'attraction de Saint-Omer, dont elle est une commune de la couronne,. Cette aire, qui regroupe 79 communes, est catégorisée dans les aires de 50 000 à moins de 200 000 habitants,.

### Occupation des sols
L'occupation des sols de la commune, telle qu'elle ressort de la base de données européenne d'occupation biophysique des sols Corine Land Cover (CLC), est marquée par l'importance des territoires agricoles (85,6 % en 2018), en diminution par rapport à 1990 (89,5 %). La répartition détaillée en 2018 est la suivante : 
terres arables (71,7 %), prairies (13,9 %), zones urbanisées (8,9 %), zones humides intérieures (5,5 %). L'évolution de l'occupation des sols de la commune et de ses infrastructures peut être observée sur les différentes représentations cartographiques du territoire : la carte de Cassini (XVIIIe siècle), la carte d'état-major (1820-1866) et les cartes ou photos aériennes de l'IGN pour la période actuelle (1950 à aujourd'hui).

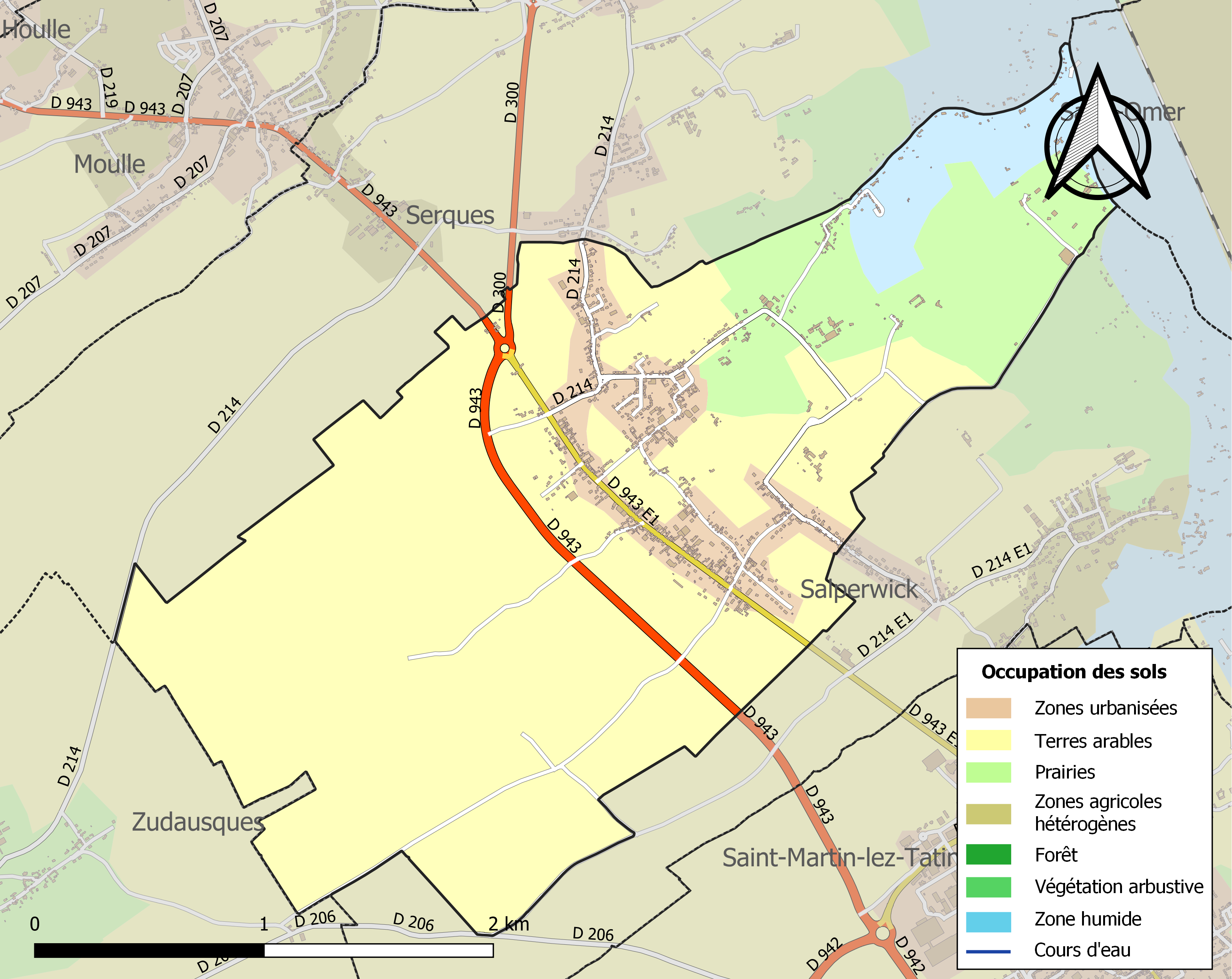
Carte des infrastructures et de l'occupation des sols de la commune en 2018 (CLC).

### Risques naturels et technologiques

#### Risque inondation
À la suite du passage des tempêtes Ciarán, Domingos et Elisa et des inondations et coulées de boue qui se sont produites, la commune est reconnue, par arrêté du 14 novembre 2023, en état de catastrophe naturelle pour inondations et coulées de boue sur la période du 2 au 12 novembre 2023, comme 179 autres communes du département.

## Toponymie
Le nom de la localité est attesté sous les formes Tillia en 1139 ; Tilleke en 1144 ; Tillaka en 1175 ; Tillecha en 1190 ; Tilleca en 1245 ; Tileke en 1294 ; Tilkes en 1337 ; Tilque en 1370 ; Tilke vers 1512 ; Tilcque en 1533 ; Tilques en 1793 et 1801.
Ernest Nègre avance un toponyme composé de l'anthroponyme romain Tillius, suivi du suffixe -aca, donnant le « domaine de Tillius », germanisé en Tilleke puis francisé (cf. Tilly et Tillac) et où le -s est adventice.
La commune porte le nom de Tilleke en flamand.

## Histoire
En 1206, Ither, abbé de l'abbaye Saint-Médard d'Andres, Jean de Seninghem, Gérard de Renescure, sont désignés arbitres d'un litige entre l'abbaye de Saint-Bertin et Guillaume de Billeke (de Tilques) au sujet d'un droit de juridiction sur une terre (l'abbaye avait le privilège d'exercer la juridiction sur les terres dépendant d'elle, ce qui était source de nombreux litiges avec les seigneurs locaux).
En 1217, Gautier de Tilcques est un des douze pairs (pairie) de l'évêque de Thérouanne.

## Politique et administration

### Découpage territorial
La commune se trouve dans l'arrondissement de Saint-Omer du département du Pas-de-Calais.

#### Commune et intercommunalités
La commune est membre de la communauté d'agglomération du Pays de Saint-Omer.

#### Circonscriptions administratives
La commune est rattachée au canton de Saint-Omer.

#### Circonscriptions électorales
Pour l'élection des députés, la commune fait partie de la huitième circonscription du Pas-de-Calais.

### Élections municipales et communautaires

#### Liste des maires
| Période   | Identité                       | Etiquette | Qualité |
| --------- | ------------------------------ | --------- | ------- |
| 1790-1791 | Gilles François de la Moussaye |           |         |
| 1791-1792 | Nicolas Legrand                |           |         |
| 1792-1793 | Liévin Caron                   |           |         |
| 1793-1808 | Antoine Helleboid              |           |         |
| 1808-1830 | Simon Louis Taffin de Tilques  |           |         |
| 1830-1847 | Ferdinand Dassonneville        |           |         |
| 1847-1860 | Benoît Etienne Vasseur         |           |         |
| 1860-1870 | Alfred Taffin de Tilques       |           | Avocat  |

| Période   | Période                    | Identité              | Étiquette | Qualité |
| --------- | -------------------------- | --------------------- | --------- | --- |
| 1870      | 1892                       | Adolphe Legrand       | ?         | Distillateur-Brasseur |
| 1893      | 1896                       | Horace Dambricourt    | ?         | Industriel |
| 1896      | 1900                       | Augustin Lebel        | ?         | Agriculteur |
| 1900      | 1900                       | Augustin Leullieux    | ?         | Instituteur à le retraite |
| 1900      | 1902                       | Alfred Bouvart        | ?         | Agriculteur |
| 1902      | 1912                       | Augustin Leullieux    | ?         | Instituteur à la retraite |
| 1912      | 1919                       | Edmond Lurette        | ?         | Agriculteur |
| 1919      | 1926                       | Arthur Bédague        | ?         | Brasseur |
| 1926      | 1935                       | Eugène Helleboid      | ?         | Agriculteur |
| 1935      | 1953                       | Auguste Lurette       | ?         | Agriculteur |
| 1953      | 1977                       | André Legrand         | ?         | Agriculteur |
| 1977      | 2001                       | Bernard Dassonneville | SE        | Agriculteur puis salarié d'Arc International Vice-président de la CASO[Quand ?]                                                                                  |
| 2001      | 2008                       | Pierre Lurette        | SE        | Salarié de chez Bonduelle |
| mars 2008 | En cours (au 7 avril 2022) | Patrick Bédague       | SE        | Agriculteur Président de la CAPSO 2019-2020 Vice-président de la CAPSO (2004-2019, puis 2020 → ) Réélu pour le mandat 2014-2020, Réélu pour le mandat 2020-2026, |

## Équipements et services publics

### Espaces publics
La commune est labellisée « 2 fleurs » au concours des villes et villages fleuris.

### Postes et télécommunications
La commune, avec trois autres communes voisines que sont Saint-Omer, Salperwick et Serques, a la particularité, unique en France, d'avoir le courrier distribué par un facteur en barque pour une partie des habitants demeurant dans le marais.

## Population et société

### Démographie

#### Évolution démographique
L'évolution du nombre d'habitants est connue à travers les recensements de la population effectués dans la commune depuis 1793. Pour les communes de moins de 10 000 habitants, une enquête de recensement portant sur toute la population est réalisée tous les cinq ans, les populations de référence des années intermédiaires étant quant à elles estimées par interpolation ou extrapolation. Pour la commune, le premier recensement exhaustif entrant dans le cadre du nouveau dispositif a été réalisé en 2004.

En 2022, la commune comptait 1 063 habitants, en évolution de −3,97 % par rapport à 2016 (Pas-de-Calais : −0,72 %, France hors Mayotte : +2,11 %).
| 1793 | 1800 | 1806 | 1821 | 1831 | 1836 | 1841 | 1846 | 1851 |
| ---- | ---- | ---- | ---- | ---- | ---- | ---- | ---- | ---- |
| 612  | 645  | 792  | 790  | 877  | 931  | 906  | 944  | 957  |

| 1856 | 1861  | 1866  | 1872  | 1876  | 1881  | 1886  | 1891  | 1896  |
| ---- | ----- | ----- | ----- | ----- | ----- | ----- | ----- | ----- |
| 983  | 1 038 | 1 070 | 1 069 | 1 158 | 1 148 | 1 158 | 1 162 | 1 226 |

| 1901  | 1906  | 1911 | 1921 | 1926 | 1931 | 1936 | 1946 | 1954 |
| ----- | ----- | ---- | ---- | ---- | ---- | ---- | ---- | ---- |
| 1 220 | 1 057 | 924  | 860  | 809  | 780  | 813  | 742  | 815  |

| 1962 | 1968 | 1975 | 1982 | 1990 | 1999 | 2004 | 2006  | 2009  |
| ---- | ---- | ---- | ---- | ---- | ---- | ---- | ----- | ----- |
| 766  | 751  | 696  | 776  | 900  | 947  | 993  | 1 036 | 1 083 |

| 2014  | 2019  | 2022  | - | - | - | - | - | - |
| ----- | ----- | ----- | - | - | - | - | - | - |
| 1 109 | 1 084 | 1 063 | - | - | - | - | - | - |

#### Pyramide des âges
En 2018, le taux de personnes d'un âge inférieur à 30 ans s'élève à 32,7 %, soit en dessous de la moyenne départementale (36,7 %). À l'inverse, le taux de personnes d'âge supérieur à 60 ans est de 26,5 % la même année, alors qu'il est de 24,9 % au niveau départemental.
En 2018, la commune comptait 532 hommes pour 560 femmes, soit un taux de 51,28 % de femmes, légèrement inférieur au taux départemental (51,50 %).
Les pyramides des âges de la commune et du département s'établissent comme suit.
| Hommes | Classe d’âge | Femmes |
| ------ | ------------ | ------ |
| 0,0    | 90 ou +      | 0,5    |
| 5,3    | 75-89 ans    | 6,5    |
| 21,0   | 60-74 ans    | 19,6   |
| 25,9   | 45-59 ans    | 24,8   |
| 15,7   | 30-44 ans    | 15,3   |
| 14,8   | 15-29 ans    | 16,4   |
| 17,2   | 0-14 ans     | 16,9   |

| Hommes | Classe d’âge | Femmes |
| ------ | ------------ | ------ |
| 0,5    | 90 ou +      | 1,6    |
| 5,6    | 75-89 ans    | 8,9    |
| 16,7   | 60-74 ans    | 18,1   |
| 20,2   | 45-59 ans    | 19,2   |
| 18,9   | 30-44 ans    | 18,1   |
| 18,2   | 15-29 ans    | 16,2   |
| 19,9   | 0-14 ans     | 17,9   |

## Culture locale et patrimoine

### Lieux et monuments

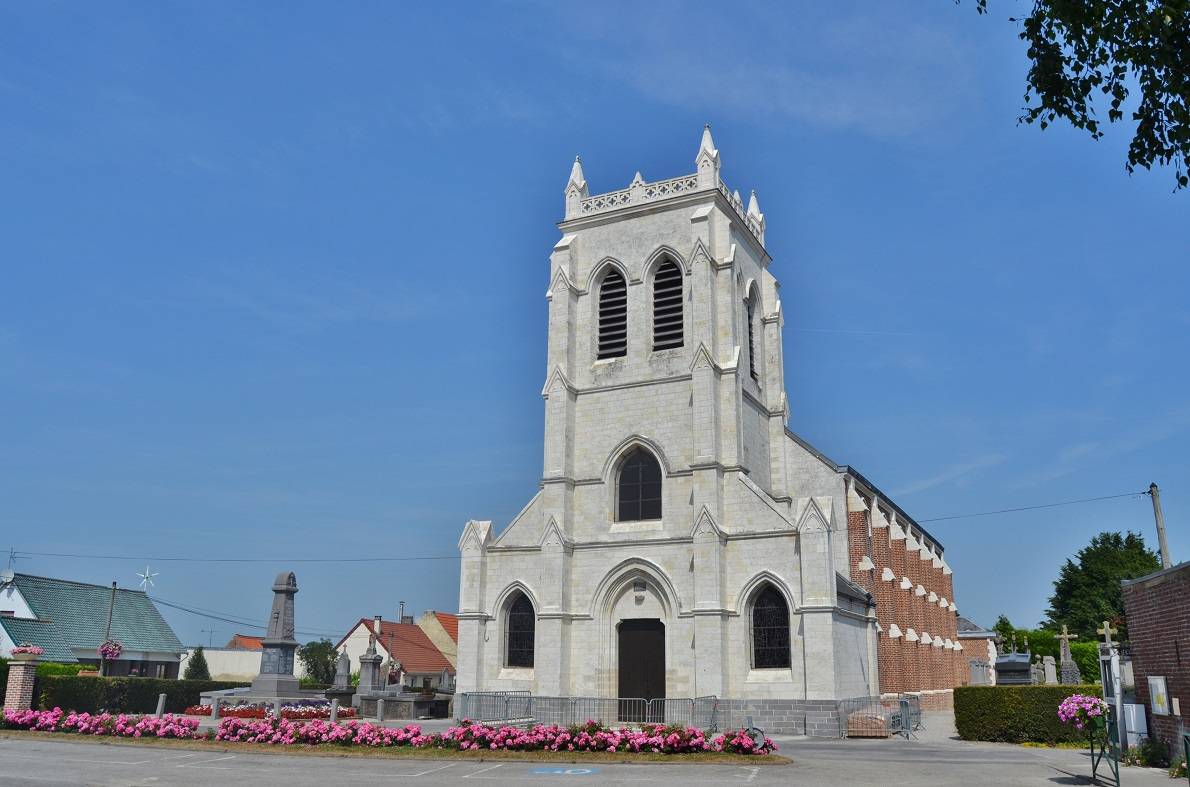
L'église.

L'église du Sacré-Cœur : elle fait suite à une église portant le même nom, qui semble déjà exister en 1294. Le clocher, retravaillé au XVIIe siècle, est alors décrit comme une flèche bâtie en pierre. Pendant la révolution, l'église est fermée, et le lieu sert de salpêtrière. Lors du rétablissement du culte en 1801, le bâtiment est en mauvais état : « le clocher, en s'écroulant ayant entraîné la chute des nefs latérales, il n'y avait plus que des ruines. On fit les reconstructions les plus urgentes que l'on couvrit en chaume ». La tour est reconstruite entre 1846 et 1848 tandis que la nef est remaniée entre 1863 et 1869 sous le direction de Charles Leroy, l'architecte de la basilique-cathédrale Notre-Dame-de-la-Treille de Lille. À l'intérieur, la cloche Marie date de 1515, elle est inscrite aux monuments historiques depuis 1911.
Le château d'Ecou :

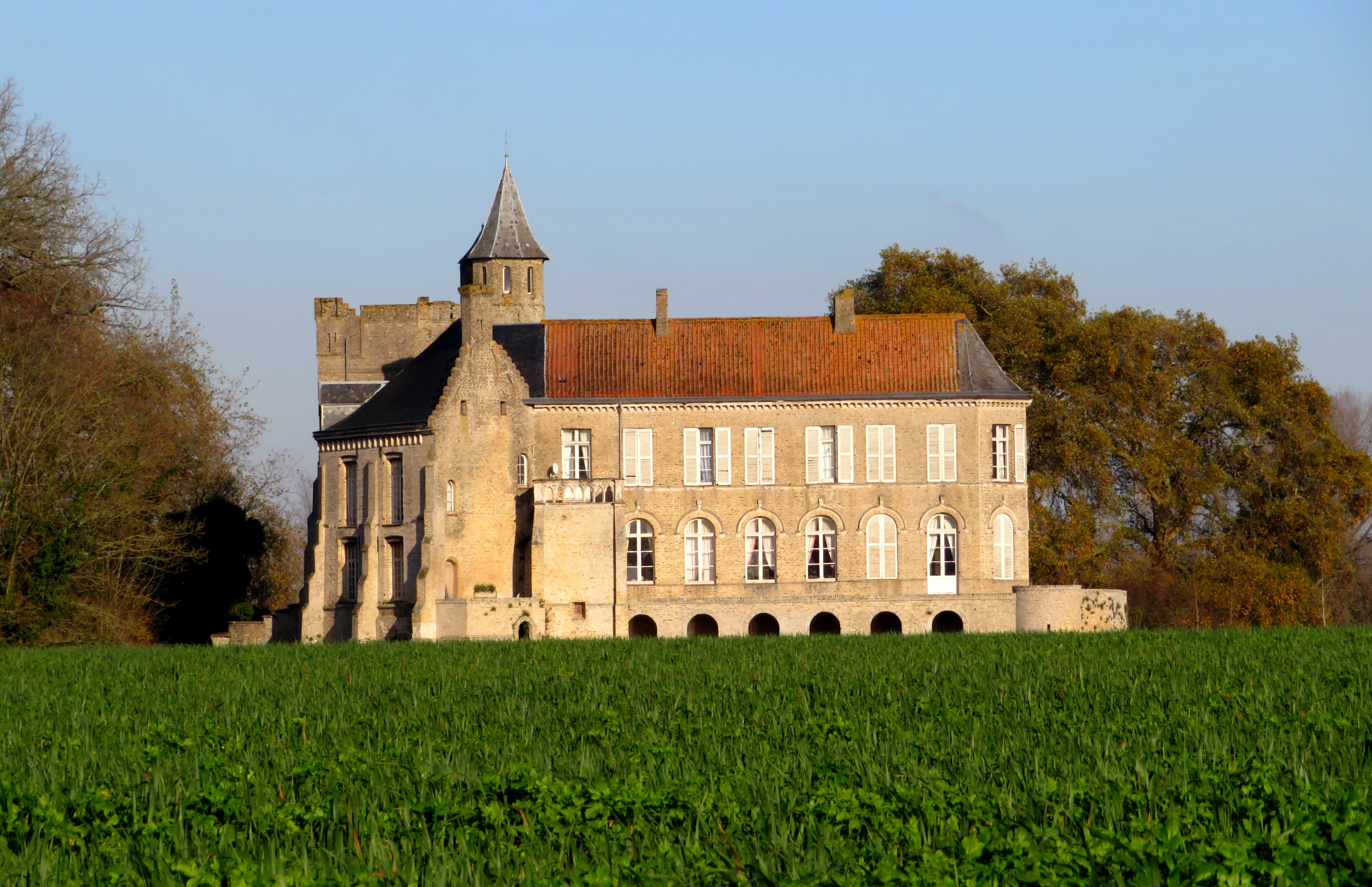
Le château d'Ecou, période contemporaine

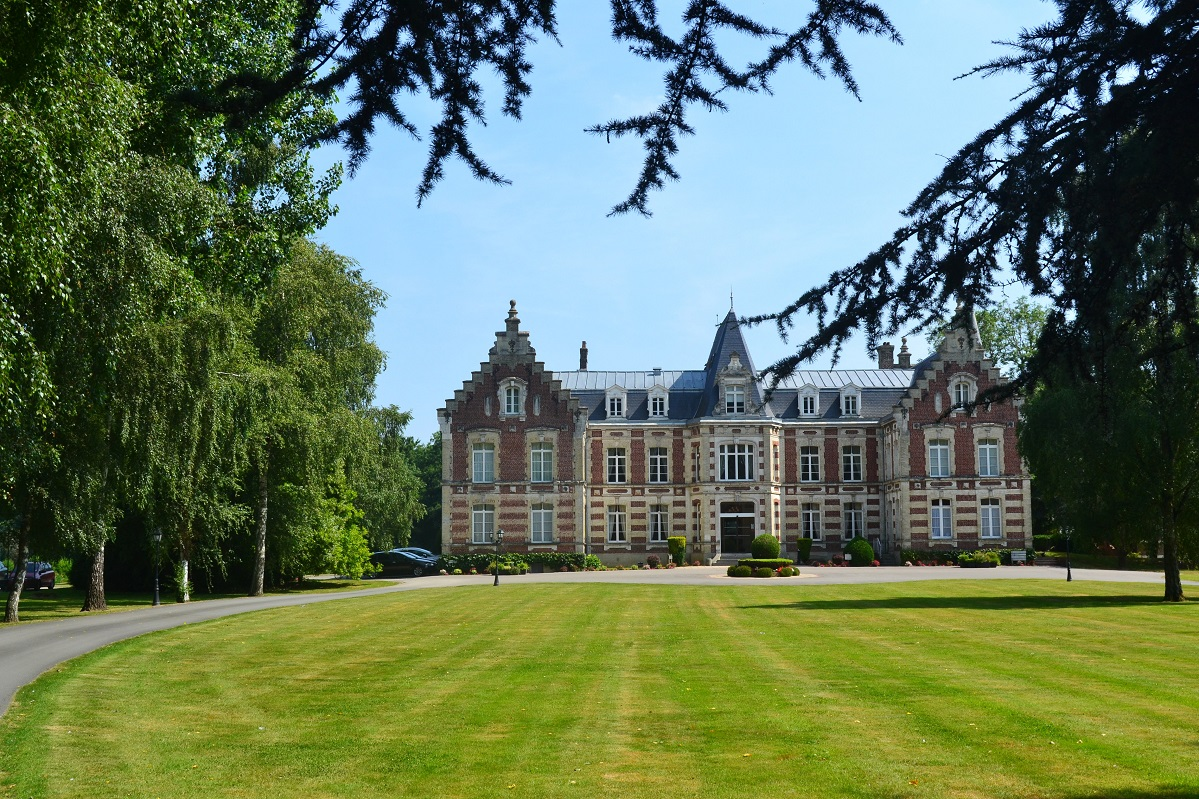
Le château du Hocquet, aujourd'hui Hôtel-Château de Tilques.

Le château d'Écou date du XIIIe siècle et il doit son nom au Seigneur Willelmus d'Ekout. Il a été remanié au XVe siècle. En 1595, il appartenait à Adrien de Croix seigneur de Wasquehal. 
Au milieu du XVIIIe siècle, il appartint à André de Martigny.  Sa fille, Marie Marguerite, qui avait épousé en 1739 Guislain-Antoine d'Herbais de Villecasseau, en devint ensuite propriétaire puis, sa petite-fille, Marie-Louise d'Herbais, en hérita à la mort de sa mère en 1780. Marie-Louise d'Herbais étant mariée à Guislain-François de Taffin de Tilques, fils de Nicolas-Antoine, seigneur du Hocquet, le château passa entre les mains de leurs descendants jusqu'au début du XXe siècle. La famille Taffin de Tilques le conserva deux siècles. En grande partie détruit par les Allemands lors de la seconde guerre mondiale, le château est reconstruit et remanié par son nouveau propriétaire Joseph Philippe.
Le château du Hocquet :
Le château du Hocquet fut construit en 1891 sur les ruines d'un ancien manoir datant du XVIIe siècle.
Le Hocquet était un fief à Tilques, tenu de la seigneurie de la Motte à Moulle, qui était tenue du bailliage de Saint-Omer. Ce fief fut acquis en 1585 par Pierre Taffin et resta dans cette famille jusqu'au milieu du XXe siècle. D'octobre 1945 à juillet 1968, le château du Hocquet devient le séminaire Saint Jean-Marie Vianney, pour les vocations tardives de prêtres.

### Héraldique
| Blason de Tilques | Blason  | D'argent à trois têtes de Maure de sable tortillées du champ.                                                    |
| Blason de Tilques | Détails | Armes de la famille Taffin, anciens seigneurs du Hocquet et de Tilques. Utilisé par la municipalité depuis 1996. |

## Pour approfondir